# サン＝ロマン (コート＝ドール県)
サン＝ロマン（Saint-Romain）は、フランス東部ブルゴーニュ＝フランシュ＝コンテ地域圏コート＝ドール県のコミューン。

## 地理
県南部のコート・ド・ボーヌ地区南部にあり、オーセイ＝デュレス村の西に接している。丘陵地帯の村。

## 人口統計
| 1962年 | 1968年 | 1975年 | 1982年 | 1990年 | 1999年 | 2006年 | 2009年 |
| ------ | ------ | ------ | ------ | ------ | ------ | ------ | ------ |
| 293    | 323    | 265    | 250    | 241    | 227    | 243    | 240    |

参照元:Insee, · 

## ワイン
村単独のブルゴーニュワインのAOCサン・ロマン（赤・白）を持っている。